# Edosa audens
Edosa audens är en fjärilsart som beskrevs av Edward Meyrick 1921. Edosa audens ingår i släktet Edosa och familjen äkta malar. Inga underarter finns listade i Catalogue of Life.